# Start the fck up
Start the fck up ist eine deutsche Comedyserie, die von ZDFneo und in der ZDFmediathek ausgestrahlt wird. Die erste Staffel mit 8 Folgen wurde am 2. November 2021 veröffentlicht.

## Handlung
Jana (Olga von Luckwald) entwickelt mit ihrem Freund und einer Freundin eine neuartige Social-Media-App. Nachdem die beiden anderen ein Verhältnis miteinander anfangen und Jana aus dem Unternehmen werfen, mietet sie sich einen Platz in einem Coworking Space und plant, eine neue Idee zu entwickeln. Es entsteht „PAM“, eine Art digitale Therapeutin, auf künstlicher Intelligenz beruhend.
Die anderen Mieter des Coworking-Spaces versuchen ebenfalls ihre Konzepte als Start-up zu etablieren. So treffen verschiedenste Menschentypen aufeinander, wodurch verschiedenste Situationen mit Freundschaft, Liebe aber auch Konkurrenz entstehen.

## Besetzung
| Schauspieler           | Rolle   | Hauptrolle (Folgen) | Nebenrolle (Folgen) |
| ---------------------- | ------- | ------------------- | ------------------- |
| Olga von Luckwald      | Jana    | 1.01–1.08           |                     |
| Kelvin Kilonzo         | Kenny   | 1.01–1.08           |                     |
| László Branko Breiding | Jens    | 1.01–1.08           |                     |
| Lena Meckel            | Melina  | 1.01–1.08           |                     |
| Karen Dahmen           | Sophie  | 1.01–1.08           |                     |
| Mona Pirzad            | Nura    | 1.01–1.08           |                     |
| Dominik Weber          | Joachim | 1.01–1.08           |                     |
| Denis Schmidt          | Swen    |                     | 1.01–1.08           |
| Simon Steinhorst       | Axel    |                     | 1.01–1.08           |

In Episodenrollen sind zudem Mai Thi Nguyen-Kim, Ingolf Lück, Alexandra Schalaudek, Janin Ullmann und Martin Klempnow.

## Episodenliste
| Nr. | Originaltitel  | Erstausstrahlung D | Regie         | Drehbuch |
| --- | -------------- | ------------------ | ------------- | --- |
| 1   | Hello World    | 2. Nov. 2021       | Andi Wecker   | Tarkan Bagci, Tali Barde, Helena Lucas, Marian Grönwoldt, Patrick Stenzel, Laura Rabea Tanneberger, Andi Wecker |
| 2   | Cockpit        | 2. Nov. 2021       | Andi Wecker   | Tarkan Bagci, Tali Barde, Helena Lucas, Marian Grönwoldt, Patrick Stenzel, Laura Rabea Tanneberger, Andi Wecker |
| 3   | Code Red       | 9. Nov. 2021       | Andi Wecker   | Tarkan Bagci, Tali Barde, Helena Lucas, Marian Grönwoldt, Patrick Stenzel, Laura Rabea Tanneberger, Andi Wecker |
| 4   | Fail Night     | 9. Nov. 2021       | Nicolas Berse | Tarkan Bagci, Tali Barde, Helena Lucas, Marian Grönwoldt, Patrick Stenzel, Laura Rabea Tanneberger, Andi Wecker |
| 5   | Superior       | 16. Nov. 2021      | Andi Wecker   | Tarkan Bagci, Tali Barde, Helena Lucas, Marian Grönwoldt, Patrick Stenzel, Laura Rabea Tanneberger, Andi Wecker |
| 6   | Sigmund FreuNd | 16. Nov. 2021      | Nicolas Berse | Tarkan Bagci, Tali Barde, Helena Lucas, Marian Grönwoldt, Patrick Stenzel, Laura Rabea Tanneberger, Andi Wecker |
| 7   | Egomania       | 23. Nov. 2021      | Nicolas Berse | Tarkan Bagci, Tali Barde, Helena Lucas, Marian Grönwoldt, Patrick Stenzel, Laura Rabea Tanneberger, Andi Wecker |
| 8   | Pitch Perfect  | 23. Nov. 2021      | Nicolas Berse | Tarkan Bagci, Tali Barde, Helena Lucas, Marian Grönwoldt, Patrick Stenzel, Laura Rabea Tanneberger, Andi Wecker |

## Produktion
Die Serie wurde von den in Köln ansässigen Produktionsfirmen bildundtonfabrik und Network Movie produziert und in Köln-Nippes in einem ehemaligen Autohaus von März bis Mai 2021 gedreht. Showrunner der ersten Staffel war Andi Wecker. Geschrieben wurde die Serie von Patrick Stenzel, Tarkan Bagci, Tali Barde, Marian Grönwoldt, Helena Lucas und Laura Rabea Tanneberger. Regie führten Andi Wecker (Folgen 1–3 und 5) und Nicolas Berse (Folgen 4 und 6–8). Für die Kamera verantwortlich waren Christian „Buenos“ Diaz und Sabine Stephan.
Die Serie feierte am 25. Oktober 2021 im Rahmen des Film Festival Cologne Premiere.
Seit dem 2. November 2021 ist die erste Staffel in der ZDF Mediathek verfügbar. Die Ausstrahlung auf ZDFneo erfolgte wöchentlich. Zeitgleich wurde bekannt gegeben, dass sich eine zweite Staffel bereits in Entwicklung befinde.